# Issedonowie

Świat według Herodota

Issedonowie – koczowniczy lud protosarmacki zamieszkujący obszary środkowego Kazachstanu, graniczące od zachodu z ziemiami Scytów, a od wschodu z Argipejami i Arimaspami.

## Lokalizacja kraju Issedonów
Radzieccy archeolodzy błędnie identyfikowali Issedonów z ludem Wusun, zamieszkującymi Siedmiorzecze na wschód od Bałchasza. Z czasem lud ten przemieścił się na wschód Azji Środkowej. Ta teza nie znalazła potwierdzenia w opisie współczesnego Issedonom Herodota.
Issedonowie mieszkali na płaskowyżu środkowego Kazachstanu i Pogórzu Kazachskim. Granice ich kraju zakreślał od południowego zachodu rejon dzisiejszego miasta Żezkazgan i ciągnął się na północny wschód aż do Irtysza, do obszarów położonych na północ od Semeja. Issedonowie są niekiedy identyfikowani z grupą Proto-Asi-Iasi-Aorsów, która na przełomie V i IV wieku p.n.e. przybyła do kraju Sauromatów.

## Issedonowie u Herodota
Według relacji Herodota kolebką Issedonów były tereny położone na wschodzie doliny Irtysza – na wschód i południowy wschód od Semipałatyńska. Protoissedonowie pod koniec drugiego tysiąclecia p.n.e. zostali zmuszeni do opuszczenia tych obszarów przez nacierających od wschodu Arimaspów. W trakcie wędrówki napotkali przodków tzw. „innych Scytów”, należących do kultury andronowskiej.
Historyk przekazuje, że kobiety Issedonów miały równe prawa z mężczyznami. Może to być przeżytkiem matriarchatu. Nadmienia także, że uprawiali rytualny kanibalizm.

## Badania archeologiczne
Badania archeologiczne na terenie środkowego Kazachstanu wykazały obecność kurhanów datowanych na okres od VI wieku p.n.e. do przełomu V i VI wieku n.e. Wziąwszy pod uwagę ich wielkość i konstrukcję, wyodrębniono pięć grup. Najwcześniejsze kurhany ulokowane są na północy kraju. Mają prostą konstrukcję, można powiedzieć, że są to nasypy ziemne. W innych częściach zamieszkanego przez Issedonów obszaru dominują kopce z kamieni, zgrupowane w cmentarze. Największym pod tym względem jest odkryty w Supra-Oba cmentarz z piętnastoma kurhanami. W środku groby były wyłożone kamiennymi płytami. Wąskie jamy miały kształt owalu i przykrywane były płytami. Z wyposażenia grobów z powodu ich ograbienia zachowało się niewiele: brązowe wędzidła, wykończone ozdobami w kształcie strzemion, groty strzał, lustra, złote kolczyki i różne ozdobne blaszki. Niewielka liczba naczyń glinianych wykazywała podobieństwo do ceramiki kultury andronowskiej i karasusksiej. Okazalsze kurhany przeznaczone dla arystokracji, nazywane „kurhanami z wąsami”, usypywane były z kamieni. Ku nim biegły po elipsie zakończone małym kopcem niskie ściany o długości od 20 do 50 m, okalając obszar do 150 m szerokości. Tego typu pochówki zanikły w IV wieku p.n.e. W nowszych czasach konstrukcje były podobne do mniejszych kurhanów, prawdopodobnie podobne było również wyposażenie, choć nie odkryto jeszcze nieograbionego pochówku.
W paśmie Gór Karkaralińskich odkryto pozostałości po kopalniach miedzi. Badania wykazały, że prace w nich trwały od połowy drugiego tysiąclecia p.n.e., a wydobycie ustało w okresie sako-scytyjskim, to znaczy w połowie V wieku p.n.e.